# Intertek
Intertek Group plc è un'impresa multinazionale di ispezione, test prodotti e certificazione con sede a Londra. È quotata alla Borsa di Londra e fa parte dell'indice FTSE 100.

## Storia
Fu fondata nel 1888 come società per indagini marine da Caleb Brett, e con un laboratorio di test formato da Milton Harsey a Montréal e con un centro di verifiche delle lampade creato da Thomas Edison nel 1896. Questi assetti vennero acquisiti da Inchcape plc negli anni ottanta e novanta. Nel 1996 la Inchcape Testing Services fu acquistata da Charterhouse Development Capital e rinominata Intertek. Nel 2002 Charterhouse dismise l'azienda e la quotò alla London Stock Exchange. Nell'aprile 2010, Intertek acquisì la Ciba Expert Services, inclusa la Cantox Health Sciences (Cantox) e la Ashuren Health Sciences (Ashuren). Acquisì inoltre la Moody International nel marzo 2011.

## Attività
L'azienda è il più grande gruppo di prove tecniche su beni di consumo del mondo con una rete di più di 1000 laboratori in 100 nazioni.
È membro dell'Istituto europeo per le norme di telecomunicazione (ETSI).

## Guida del gruppo
Il 16 maggio 2015, André Lacroix subentra a Wolfhart Hauser come CEO di Intertek Group plc.

## Concorrenti
- Bureau Veritas
- LGA (TÜV)
- Lloyd's Register
- SGS S.A.
- TÜV